# Boiere
Boierne (Latin: pl. Boii, sg. Boius; Oldgræsk: Βόιοι) var en keltisk stamme fra den senere jernalder, som er bevidnet på forskellige tidspunkter i det Cisalpine Gallien (det nuværende Norditalien), Pannonien (det nuværende Østrig og Ungarn), det nuværende Bayern, i og omkring det nuværende Bøhmen (efter hvem regionen er opkaldt på de fleste sprog, og som omfatter det meste af nutidens Tjekkiet), dele af nutidens Slovakiet og Polen, og Gallia Narbonensis (placeret i moderne Languedoc og Provence).
Derudover viser arkæologiske fund, at kelterne i det 2. århundrede f.Kr. ekspanderede fra Bøhmen gennem Kłodzko-dalen ind i Schlesien, som i dag er en del af Polen og Tjekkiet.
De optræder første gang i historien i forbindelse med den galliske invasion af Norditalien, 390 f.Kr., hvor de gjorde den etruskiske by Felsina til deres nye hovedstad, Bononia (Bologna).
Efter en række krige blev de afgørende slået af romerne i Slaget ved Mutina (193 f.Kr.), og deres territorium blev en del af den romerske provins det Cisalpine Gallien. I henhold til Strabon, der skrev to århundreder efter begivenhederne fandt sted, blev de, i modsætning til deres keltiske naboer, ikke udslettet af romerne:
 Boierne blev blot fordrevet fra de områder, de besatte; og efter at være migreret til regionerne omkring Ister (Donau), levede de sammen med tauriskerne og førte krig mod dakerne, indtil de omkom, stamme og alt – og således forlod de deres land, som var en del af Illyrien, til deres naboer som et græsningsområde for får.

 — Strabon
Omkring 60 f.Kr. sluttede en gruppe boiere sig til helvetiernes uheldige forsøg på at erobre land i det vestlige Gallien og blev besejret af Julius Cæsar sammen med deres allierede i Slaget ved Bibracte.
Cæsar bosatte resterne af den gruppe i Gorgobina, hvorfra de seks år senere sendte 2.000 krigere til Vercingetorix's hjælp i Slaget ved Alesia. De østlige boiere ved Donau blev indlemmet i det Romerske Kejserrige i år 8 e.Kr.